# Meiwa
Meiwa (明和町, Meiwa-machi) est un bourg du district d'Ōra, dans la préfecture de Gunma, au Japon.

## Géographie

### Démographie
Au 1er janvier 2014, la population de Meiwa s'élevait à 11 017 habitants répartis sur une superficie de 19,67 km2.